# 송종원
송종원(1953년 2월 12일 ~ 2011년 1월 6일)은 대한민국의 배우이다.

## 출연 작품

### 드라마
- KBS2 《파천무》 (1990년) - 양정 역
- KBS1 《왕도》 (1991년)
- KBS2 《신 손자병법》 (1994년)
- KBS2 《한명회》 (1994년) - 이현로의 수하 역
- KBS1 《용의 눈물》 (1996년 ~ 1998년) - 조영규 역
- KBS2 《첫사랑》 (1996년 ~ 1997년) - 나성일 비서 역
- KBS1 《무인시대》  (2003년 ~ 2004년) - 장순석 역
- KBS1 《서울 1945》 (2006년) - 강건 역